# Bílý lotos
Bílý lotos (čínsky pchin-jinem báiliánjiào, znaky 白蓮教) byl název několika buddhistických (s taoistickými a manichejskými vlivy) tajných společností a sekt existujících v Číně ve 13. – 19. století. Stoupence získávaly především mezi ženami a nižšími vrstvami společnosti, které hledaly útěchu v uctívání „nezrozené a věčné ctihodné matky“ (čínsky v českém přepisu Wu-šeng lao mu, pchin-jinem Wúshēng lǎo mǔ, znaky 無生老母), jejímiž dětmi byli všichni lidé. Jejich učení zahrnovalo předpověď blížícího se příchodu buddhy Maitréji.

## Počátky
Sekta Bílého lotosu se objevila koncem 13. století a patřila k četným buddhistickým a taoistickým sektám, které v Číně za vlády mongolské dynastie Jüan podněcovaly nespokojenost s cizí vládou. V první polovině 14. století v čele společnosti stanul Chan Šan-tchung. Jemu se podařilo spojit různé sektářské tradice a vytvořit životnou syntézu buddhismu (očekávání příchodu Buddhy Maitréji) a manicheismu (boj mezi silami světla a tmy). Mezi rolníky šířil víru o příchodu buddhy Maitréji a nastolení legendárního „Krále jasu“ (Ming-wang), který nastolí pořádek ve státě.

## Povstání rudých turbanů
Povstání propuklo roku 1351, vzápětí byl Chan Šan-tchung zajat a popraven vládními vojsky, vedení hnutí převzal jeho syn Chan Lin-er. Povstání se zachvátilo většinu Číny, mezi vzbouřenci postupně získal mocenskou převahu Ču Jüan-čang, který se roku 1368 prohlásil císařem nové dynastie Ming a ovládl celou Čínu. Nová vláda se ale ideologicky opřela o konfuciánství a Bílý lotos byl zahnán do podzemí. Přes pronásledování se skupinky sektářů udržely po celé období mingské vlády, během něhož se projevily ve 170 vystoupeních.

## Pozdější povstání
Bílý lotos znovu zesílil v 18. století, kdy inspiroval čínská protivládní hnutí v množství různých forem a sekt. Tak roku 1774 povstala v Šan-tungu sekta Osmi trigramů, odvozená od Bílého lotosu.
V letech 1796–1804 trvalo rozsáhlé povstání Bílého lotosu v hornatých oblastech provincií S’-čchuan, Šen-si a Chu-pej. Vzpoura začala jako lokální daňové protesty a rychle získala širokou podporu mezi obyvatelstvem. Povstání bylo poraženo za velkých lidských obětí a až po značném úsilí vládních vojsk, přineslo zánik mýtu o neporazitelnosti mandžuských vojsk.